# Kirkiite
La kirkiite è un minerale.